# Программы чтения с экрана
Програ́ммы  чте́ния с экра́на / програ́ммы экра́нного до́ступа, или скри́н-ри́деры (от англ. screen reader «читатель экрана») — это один из видов компьютерных тифлотехнологий - технических средств реабилитации, предназначенных для слепых и слабовидящих людей, а также людей, имеющих затруднения при обучении (дислексия).  Программы экранного доступа (чтения с экрана) — это специальное программное обеспечение, с помощью которого пользователь может получать  информацию с экрана визуального дисплея без использования зрения через её озвучивание (компьютерный синтез речи из печатного текста) или её вывод на тактильный Брайлевский дисплей.
В операционных системах Windows, начиная с версии Windows 2000, встроено экранное считывающее устройство Microsoft Narrator. Компания Apple также встроила в macOS, iOS и tvOS экранный считыватель VoiceOver, а Google разработала Talkback для платформы Android. Также использующие Android устройства от Amazon разработали VoiceView для считывания экранов.
Также имеются популярные устройства для чтения экранов с открытым исходным кодом. Например, Speakup и Orca для ОС Linux и Unix-подобных систем и NonVisual Desktop Access для Windows.
Наиболее популярные устройства для считывания экранов, как правило, являются отдельными коммерческими проектами: JAWS от Freedom Scientific, Window-Eyes от GW Micro, Dolphin Supernova от Dolphin, System Access от Serotek и ZoomText считыватель от AiSquared являются яркими примерами

## Типы средств экранного доступа

### Средства, работающие в режиме командной строки
В ранних операционных системах, таких как MS-DOS, которые предоставляли интерфейс командной строки для работы с ними (CLIs), вся информация отображалась в текстовом виде, из буфера памяти относительно позиции курсора. Ввод совершался при помощи клавиатуры. Таким образом, вся информация с экрана могла быть извлечена из системы либо через перехват потока информации и чтения буфера экрана либо посредством использования стандартного выходного гнезда и сообщения результатов пользователю.

### Графические

#### «Off-screen» Модели
С прибытием графического интерфейса пользователя (GUI), стало значительно труднее интерпретировать информацию на экранах. GUI интерфейс имеет текста и другие графические элементы расположенные в произвольных позициях. Следовательно, нельзя интерпретировать информацию с экрана полностью в текстовом виде. Таким образом, было предложено другое решение о том как считывать информацию об экранах, при помощи сбора сообщений поступающих от операционной системы. На основе этих данных строится модель независящая от информации на экране («off-screen»), в которой хранится только требуемая текстовая информация.
Например, операционная система может послать сообщение отрисовать кнопку и её заголовок. Эти сообщения перехватываются считывателем экрана и обрабатываются. Пользователь может переключаться между элементами управления (такими как кнопки), доступными на экране и их заголовки будут прочитаны вслух или показаны на Брайлевском дисплее.

#### Интерфейсы доступа
Разработчики операционных систем и программных обеспечений пытались решить проблемы чтения экранов с пользовательским интерфейсом без необходимости поддерживать «off-screen» модель. Были предложены способы передачи информации от экранов при помощи так называемых интерфейсов доступа (accessibility API).
- Android Accessibility Framework[4]
- Apple Accessibility API[5]
- AT-SPI
- IAccessible2
- Microsoft Active Accessibility (MSAA)
- Microsoft UI Automation
- Java Access Bridge[6]

Экранные считыватели могут напрямую запрашивать информацию об элементах показанных на экране и об его обновлении у операционной системы или приложения. Например, считыватели могут узнать какая кнопка была нажата. Данный подход значительно облегчает задачу для разработчиков считывателей экранов, но только в случаях, если приложение поддерживает интерфейс доступа. Например, Microsoft Word не реализует MSAA интерфейс, следовательно считыватели могут только работать с «off-screen» моделью.

### Облачные
Некоторые телефонные сервисы позволяют взаимодействовать с интернетом удаленно. Например, TeleTender может считывать информацию с web страниц через телефон и не требует никаких специальных программ или вспомогательных устройств на стороне пользователя.

### Интернет сервисы
Относительно новый вид экранных считывателей, реализованных как интернет порталы, которые могут предоставлять информацию о погоде, новостях, научных статьях людям с ухудшенным зрением или слепым. В качестве примеров таких сервисов могут быть названы ReadSpeaker, BrowseAloud или Spoken-Web.

## Внешние ссылки
- Обзор программ для чтения с экрана людьми с ограниченными возможностями. minzdrav.gov.ru. Дата обращения: 21 ноября 2023.
- Программы экранного доступа для Windows. win.tiflocomp.ru. Дата обращения: 21 ноября 2023.